# Евънс (окръг)
Окръг Евънс (на английски: Evans County) е окръг в щата Джорджия, Съединени американски щати. Площта му е 484 km², а населението - 11 505 души. Административен център е град Клакстън.